# Alogia
Alogia (stgr. α- „bez”, stgr. λόγος „mowa”) – stan charakteryzujący się znacząco zubożoną mową, zarówno co do zasobu słów, jak i przekazywanych treści (może występować połączenie obu czynników). Czasami alogia jest traktowana jako synonim afazji (niemoty), z tym że osoba dotknięta alogią jest w stanie wypowiadać się, ale ma duże kłopoty z organizacją toku myślenia. Zaburzenie to występuje często u osób cierpiących na schizofrenię. W wielu przypadkach odpowiedzi osób cierpiących na alogię wskazują na to, iż osoby te nie odpowiadają na elementy domyślne w pytaniach, co powoduje wydłużenie czasowe i brak płynności w komunikacji z takimi osobami.
W psychiatrii alogia oznacza również zaburzenie logicznego myślenia (formalnego) w schizofrenii – jeden z objawów negatywnych.